# توماس فرنسيس
توماس فرنسيس (21 نوفمبر 1902 في جنوب أفريقيا - 24 فبراير 1969 في زيمبابوي) (بالإنجليزية: Thomas Francis)‏ هو لاعب كريكت بريطاني وبريطاني وجنوب أفريقي (وحمل سابقاً جنسية المملكة المتحدة لبريطانيا العظمى وأيرلندا) في مركز وسط ‏. لعب مع نادي مقاطعة سومرست للكريكت ‏ وEastern Province (cricket team) ‏ ونادي جامعة كامبريدج للكريكيت ‏.

## وصلات خارجية
- توماس فرنسيس عل موقع إسبنسكروم (الإنجليزية)